# Billy Bat
Billy Bat (ビリーバット?, Birī Batto) è un manga seinen disegnato da Naoki Urasawa, che ne ha curato anche la sceneggiatura assieme a Takashi Nagasaki. Il fumetto è stato serializzato a partire dal 16 ottobre 2008 al 18 agosto 2016 sulla rivista contenitore Weekly Morning, ed è degno di nota per la trama complessa e intricata (come tipico di Urasawa) che si dipana tra realtà, finzione e realtà storica.
Dal 28 maggio 2011 al 17 febbraio 2016, il manga è stato distribuito in Italia dall'editore GP Publishing. Il 1º agosto 2016, con il numero 13 della serie, è stato sancito il cambio di editore e RW Edizioni è subentrata nella distribuzione di diversi titoli della casa editrice giapponese Kōdansha, tra cui Billy Bat. Il proseguimento della serie da parte della RW Goen era stato annunciato durante il Napoli Comicon 2016.
Opera la cui fabula prende piede in diverse migliaia di anni, attraverso una complessa narrazione tenta di rispondere ad alcuni dei dilemmi più reconditi degli esseri umani, affrontando tematiche come l’origine della malvagità, il ruolo dell’arte nell’esistenza umana e il dono della divinazione.
Infatti, raccontando gli eventi più importanti della storia umana, il quadro risultante è una descrizione di ciò che è sempre sfuggito alla percezione che abbiamo del mondo; Urasawa sceglie la difficile strada di raccontare una versione possibile dei fatti, una spiegazione secondo la quale un’entità spirituale è il filo conduttore degli eventi, e la sua esistenza cammina di pari passo con il controverso sentimento di umanità dei protagonisti della narrazione.
Emerge una storia che prescinde il solo susseguirsi degli eventi della fabula, una storia che fa riflettere il lettore su questioni complesse e attuali, che assottiglia con originalità il confine fra realtà e finzione.

## Trama
Il manga si apre con una serie di pagine a colori in stile comics che narrano un'avventura di Billy Bat, un pipistrello antropomorfo che vive in una città di animali similmente umanizzati, e che svolge la professione di detective. A Billy viene assegnato un caso d'infedeltà coniugale da investigare, ma, come da miglior tradizione hard boiled, la situazione sfugge presto di mano al detective che si trova a dover fuggire per la vita assieme alla donna che doveva sorvegliare.
La scena si trasferisce poi nella realtà (rappresentata in stile manga, in bianco e nero), dove il fumettista nippo-americano Kevin Yamagata sta avendo problemi nel terminare il capitolo di Billy Bat da consegnare all'editore. Durante una perquisizione della polizia nel suo studio, un detective gli fa notare come il personaggio di Billy Bat sia identico a quello di un manga visto in Giappone qualche anno prima. Terrorizzato dalle possibili implicazioni di plagio, sia pure inconsapevole, Yamagata si reca a Tokyo e scopre non solo che effettivamente esisteva già un manga simile, ma che esso stesso si basa sulla figura di un pipistrello legata a un'antica e misteriosa cospirazione che attraversa tutta la storia dell'umanità. Inoltre, il fumettista scopre che le tavole da lui disegnate rispecchiano la realtà delle situazioni che gli stanno accadendo, come fossero premonizioni, e per di più inizia ad avere delle visioni in cui la sua stessa creazione, Billy Bat, gli si rivolge anticipando eventi della sua vita privata e della storia mondiale. In realtà esistono due Billy, teoricamente uno "buono" e uno "cattivo", ma non è ancora chiaro quale siano i loro progetti per il mondo.

## Personaggi
Kevin YamagataKevin é un nisei (lett. "seconda generazione" ; cittadino di una qualsiasi nazionalità nato da genitori giapponesi) che si guadagna da vivere realizzando fumetti e lavorando come interprete per l'esercito americano (siamo nel 1949); si reca in Giappone per scoprire chi sia il creatore del personaggio originale, e si trova coinvolto in una serie di complotti e omicidi per il possesso di un antico rotolo.
KurusuKurusu é un misterioso individuo in apparenza implicato nei vari delitti rappresentati nel fumetto, in possesso del letale "karate chop" con cui elimina gli oppositori. Uno dei "nemici" di Kevin.
Capitano FinneyÉ un membro di un'unità investigativa speciale statunitense ed è alla ricerca del "Libro", in combutta con Kurusu.
Agente SmithSmith é un membro della CIA che indaga sul caso Shimoyama e aiuterà Kevin a indagare sulla cospirazione del pipistrello.
Zōfū KuramaZofū è un mangaka giapponese (vagamente ispirato al "dio dei manga" Osamu Tezuka), autore del manga "Le avventure del ragazzo pipistrello" a cui Kevin si è involontariamente ispirato. Egli aiuterà Kevin a prendere coscienza dell'esistenza della cospirazione e con le sue tavole anticiperà alcuni dei problemi a cui andrà incontro.
Billy BatBilly é un'entità (o più d'una) che si manifesta sotto forma di pipistrello antropomorfo parlante, e chiede a chi appare se vuole divenire "l'eroe di un nuovo mondo" oppure rivela loro il proprio ruolo nella storia. I suoi scopi non sono ancora chiari.
Tra i personaggi storici con un ruolo più o meno attivo nelle vicende vi sono anche Francesco Saverio (entrato in possesso del rotolo ben prima della sua attività di evangelizzazione in Giappone), Hattori Hanzō (in lizza per il possesso del rotolo), Lee Harvey Oswald (a cui si manifesta Billy, e che finirà per essere accusato dell'omicidio Kennedy in cui sono coinvolti dei sosia; il manga sposa dunque la teoria che Oswald fosse un capro espiatorio).

## Riferimenti storici
La vicenda di Kevin Yamagata è solo una parte di quanto narrato nel manga, che attraversa millenni di storia per mostrare come la cospirazione del Pipistrello sia intervenuta nel modificare il corso della storia, sia in seguito alle apparizioni dei Billy sia grazie all'influsso del "Libro del pipistrello nero", un antichissimo rotolo di pergamena che si dice doni la capacità di dominare il mondo al suo possessore, portandolo però alla pazzia.
I seguenti eventi sono stati rappresentati nel manga:
- Crocifissione di Gesù (Billy appare a Giuda Iscariota e lo convince a tradire il suo maestro)
- Invasione della provincia di Iga da parte delle truppe di Oda Nobunaga
- Morte di Sadanori Shimoyama, presidente delle Ferrovie Nazionali Giapponesi, per la quale lo stesso Kevin risulta involontariamente implicato
- Assassinio di John F. Kennedy
- Allunaggio (Neil Armstrong scopre che sulla superficie lunare qualcuno ha disegnato il simbolo del pipistrello).

Durante una delle sue apparizioni, avvenuta nel Giappone feudale, Billy mostra di conoscere persone ed eventi che dovranno ancora verificarsi, tra cui la I guerra mondiale, l'avvento di Stalin e Hitler, il bombardamento atomico di Hiroshima e Nagasaki e gli attentati dell'11 settembre 2001.

## Volumi
| Nº | Data di prima pubblicazione | Data di prima pubblicazione | Data di prima pubblicazione | Data di prima pubblicazione |
| Nº | Giapponese                  | Giapponese                  | Italiano                    | Italiano                    |
| -- | --------------------------- | --------------------------- | --------------------------- | --------------------------- |
| 1  | 23 giugno 2009              | ISBN 978-4-06-372812-5      | 28 maggio 2011              | ISBN 978-88-6468-400-0      |
| 2  | 20 novembre 2009            | ISBN 978-4-06-372853-8      | 9 luglio 2011               | ISBN 978-88-6468-401-7      |
| 3  | 23 marzo 2010               | ISBN 978-4-06-372888-0      | 17 settembre 2011           | ISBN 978-88-6468-402-4      |
| 4  | 23 luglio 2010              | ISBN 978-4-06-372922-1      | 5 novembre 2011             | ISBN 978-88-6468-403-1      |
| 5  | 22 novembre 2010            | ISBN 978-4-06-372955-9      | 14 gennaio 2012             | ISBN 978-88-6468-404-8      |
| 6  | 23 maggio 2011              | ISBN 978-4-06-387001-5      | 10 marzo 2012               | ISBN 978-88-6468-664-6      |
| 7  | 22 luglio 2011              | ISBN 978-4-06-387037-4      | 6 ottobre 2012              | ISBN 978-88-6468-877-0      |
| 8  | 23 febbraio 2012            | ISBN 978-4-06-387078-7      | 27 aprile 2013              | ISBN 978-88-6634-474-2      |
| 9  | 23 maggio 2012              | ISBN 978-4-06-387109-8      | 16 novembre 2013            | ISBN 978-88-6634-579-4      |
| 10 | 21 settembre 2012           | ISBN 978-4-06-387141-8      | 15 novembre 2014            | ISBN 978-88-6634-808-5      |
| 11 | 22 marzo 2013               | ISBN 978-4-06-387196-8      | 31 gennaio 2015             | ISBN 978-88-6883-181-3      |
| 12 | 23 agosto 2013              | ISBN 978-4-06-387230-9      | 7 novembre 2015             | ISBN 978-88-6883-246-9      |
| 13 | 22 novembre 2013            | ISBN 978-4-06-387272-9      | 5 agosto 2016               | ISBN 978-88-6712-603-3      |
| 14 | 23 aprile 2014              | ISBN 978-4-06-388326-8      | 25 novembre 2016            | ISBN 978-88-6712-613-2      |
| 15 | 22 settembre 2014           | ISBN 978-4-06-388360-2      | 17 marzo 2017               | ISBN 978-88-6712-634-7      |
| 16 | 23 marzo 2015               | ISBN 978-4-06-388427-2      | 28 aprile 2017              | ISBN 978-88-6712-649-1      |
| 17 | 21 agosto 2015              | ISBN 978-4-06-388487-6      | 12 maggio 2017              | ISBN 978-88-6712-670-5      |
| 18 | 22 dicembre 2015            | ISBN 978-4-06-388548-4      | 30 settembre 2017           | ISBN 978-88-6712-714-6      |
| 19 | 23 giugno 2016              | ISBN 978-4-06-388609-2      | 10 febbraio 2018            | ISBN 978-88-6712-717-7      |
| 20 | 23 settembre 2016           | ISBN 978-4-06-388643-6      | 1º giugno 2018              | ISBN 978-88-6712-764-1      |

## Accoglienza
L'edizione tedesca di Billy Bat ha vinto il Premio Max & Moritz 2014 per il miglior fumetto internazionale. In Giappone, il primo volume è stato il quinto manga più venduto nella sua settimana di uscita, vendendo oltre 145 000 copie.